# 曾文军
曾文军是一位中国电子工程师。

## 生平
1990年毕业于清华大学电子工程系，1993年毕业于圣母大学，1997年毕业于普林斯顿大学。毕业后先后任职夏普实验室，贝尔实验室，美国松下信息技术实验室。2003年至2016年担任密苏里大学哥伦比亚分校计算机系教授。2014年加入微软亚洲研究院担任首席研究经理。